# التصوير الشعاعي في مرض السل
الأشعة (الأشعة السينية) هي الطريقة المساعدة على تشخيص مرض السل. قد توجّه الشذوذات المشاهدة في صور الصدر الشعاعية لمرض السل، ولكنها غير مُشخصة بشكل قاطع أبدًا، ولكن يمكن استخدامها لاستبعاد السل الرئوي.

## صور الصدر الشعاعية
صور الأشعة السينية الخلفية الأمامية للصدر هي التصوير القياسي المستخدم، قد يُضطر الأطباء إلى طلب صور شعاعية بوضعيات أخرى (جانبية أو قعسية) أو فحص بالأشعة المقطعية.
غالبًا ما نشاهد في مرض السل الرئوي النشط ارتشاح أو تصلّد و/أو تجاويف في المناطق العليا من الرئتين مع أو بدون اعتلال عقد لمفية منصفية أو سرية (سرة الرئة). ومع ذلك، قد تظهر الآفات في أي مكان في الرئتين. قد تظهر الأشعة السينية للصدر أو حتى أعراض المريض بشكل طبيعي تمامًا في حالة الإصابة بفيروس نقص المناعة البشرية أو بأي حالة من حالات كبت المناعة.
يظهر عادة مرض السل القديم الشافي على شكل عقيدات رئوية في سرة الرئة أو ضمن الفصوص العلوية، مع أو بدون ندبات ليفية وفقدان الحجم. قد نلاحظ وجود توسع قصبات وتندب جنبي.
قد تحتوي العقيدات والندوب الليفية على بكتيريا عصيات السل التي تتكاثر ببطء، وتحمل إمكانية تطور مرض السل النشط في المستقبل. يُعتبر الأشخاص الذين لديهم هذه العلامات الشعاعية، وإيجابيي اختبار التوبركولين (السلين) الجلدي، ذوي أولوية عالية لعلاج عدوى السل الكامنة بغض النظر عن العمر. بالمقابل، تشكل الآفات العقيدية المتكلسة (الورم الحبيبي المتكلس) خطرًا منخفضًا جدًا لتطوره المستقبلي إلى مرض سل نشط.
قد تكون شذوذات صور الصدر الشعاعية موحية لمرض السل، ولكنها غير تشخيصية أبدًا. ومع ذلك، يمكن استخدام الصور الشعاعية للصدر لاستبعاد احتمالية الإصابة بالسل الرئوي لدى شخص إيجابي اختبار التوبركولين (السلين) الجلدي ولا يوجد لديه أعراض للمرض.

### إرشادات مركز السيطرة على الأمراض والوقاية منها في تقييم صور الصدر الشعاعية
صمم مركز السيطرة على الأمراض والوقاية منها في الولايات المتحدة فهرس صور أشعة سينية للصدر وصنفها وجمع العلامات الشعاعية في فئات بناءً على احتمالية ارتباطها بمرض السل أو غيره من الحالات التي تحتاج إلى متابعة طبية.

### الموجودات الطبيعية
تكون الصور الشعاعية للصدر فيها طبيعية تمامًا، مع عدم وجود أي شذوذ في القلب أو العضلات الهيكلية.

### الموجودات غير الطبيعية

#### موجودات الأشعة السينية للصدر التي قد تشير إلى وجود داء سل نشط
تشمل هذه الفئة جميع الموجودات المرتبطة عادةً بالسل الرئوي النشط. يجب على اللاجئين أو المتقدمين للهجرة الذين لديهم أحد الموجودات التالية تقديم عينات من البلغم للفحص في الولايات المتحدة.
1. ارتشاحات أو تصلّد - عتامة أو آفات تجويفية داخل البرانشيمة (النسيج) الرئوي. قد توجد الارتشاحات أو التصلد بكثافة أو بشكل لطخات وقد تكون ذات حدود غير منتظمة أو غير محددة أو ضبابية.
2. أي آفة تجويفية – تظهر بالإضاءة بشكل منطقة مظلمة داخل البرانشيمة الرئوية، مع أو بدون هوامش غير منتظمة، وقد تكون محاطة بمنطقة من الارتشاحات أو التصلد، أو بكثافة عقيدية أو ليفية (شبكية)، أو بكليهما. يمكن أن تكون الجدران المحيطة بالآفة رقيقة أو سميكة. قد يُلاحظ وجود تكلسات حول التجويف.
3. عقيدة ذات حواف سيئة التحديد - كثافة دائرية داخل البرانشيمة الرئوية، وتسمى أيضًا تورم سلي. العقيدات المصنفة ضمن هذه الفئة ذات هوامش غير واضحة أو محددة بشكل سيئ (علامة شجرة في برعم). قد تكون الضبابية المحيطة إما خفية أو واضحة بسهولة وتشير إلى وجود تصلّد في المنطقة المحيطة بالآفة.
4. الانصباب الجنبي - وجود كمية كبيرة من السوائل بين غشاءَي الجنب. يجب التمييز بين هذه العلامة وبين تثلّم الزاوية الضلعية، والتي قد تمثل أو لا تمثل كمية صغيرة من السائل داخل الحيز الجنبي (باستثناء الأطفال إذ يجب اعتبار التثلّم البسيط علامة قد تشير إلى سل نشط).
5. تضخم العقد الليمفاوية السرية (سرة الرئة) أو المنصفية (تضخم العقد الليمفاوية ثنائية الجهة) - تضخم الغدد الليمفاوية في إحدى السرتين أو في كليهما أو داخل المنصف، مع أو بدون انخماص أو تصلد مرافق.
6. داء خلالي مخطط (عند الأطفال فقط) – تظهر علامات خطية خلالية (حاجزية).
7. أخرى - أي علامة أخرى توحي بالسل النشط، مثل السل الدخني. الموجودات الدخنية هي عقيدات بحجم حبة الدخن (1 إلى 2 ملم) موزعة في جميع أنحاء البرانشيمة الرئوية.